# Selaginella prasina
Selaginella prasina är en mosslummerväxtart som beskrevs av Bak.. Selaginella prasina ingår i släktet mosslumrar, och familjen mosslummerväxter. Inga underarter finns listade i Catalogue of Life.